# Ukrainas folkräkning 2001
Ukrainas folkräkning 2001 (ukrainska: Перепис населення України 2001 року) är den enda folkräkningen som genomförts i ett oberoende Ukraina. Den tidigare befolkningsdatan var från Sovjetunionens folkräkning 1989.
Folkräkningen registrerade ett invånarantal på 48,457 miljoner.